# Uniwersytet Austral (Argentyna)
Uniwersytet Austral (es. Universidad Austral) – argentyńska prywatna szkoła wyższa, z siedzibą w Buenos Aires i filiami w Rosario i Pilar, która została założona jako dzieło korporacyjne prałatury personalnej Opus Dei.
Uniwersytet powstał w 1978 jako Szkoła Biznesowa IAE. W 1981 roku na uczelni powstał pierwszy program studiów magisterskich. W 2002 roku był pierwszym uniwersytetem prywatnym w Argentynie, który osiągnął pełną autonomię. W 2006 uniwersytet liczył 2662 studentów. Uniwersytet oferuje katolicką formację duchową w duchu Opus Dei. Rektorem jest Marcelo Villar, a rektorem honorowym Prałat Opus Dei, biskup Javier Echevarría Rodríguez.

## Uniwersytet w rankingach
|                                            | 2013 | 2012 | 2011 | 2010 | 2009 | 2008 |
| ------------------------------------------ | ---- | ---- | ---- | ---- | ---- | ---- |
| World University Rankings                  | 317  | 327  | 353  | 305  | 309  | 416  |
| QS Latin American University Rankings      | 25   | 27   | 13   |      |      |      |
| Webometryczny ranking uniwersytetów świata | 3683 |      |      |      |      |      |

## Wydziały
W Buenos Aires, w dzielnicy Porto Madero, znajdują się wydziały:
- Wydział Prawa,
- Wydział Komunikacji Społecznej,
- Wydział Inżynieryjny,
- Instytut Wiedzy o Rodzinie,
- Szkoła Edukacji.

W Pilar funkcjonują:
- Szpital Uniwersytecki (Hospital Austral),
- Wydział Biomedyczny,
- Szkoła Zarządzania i Biznesu IAE (zał. 1978)[5].

W Rosario znajduje się Wydział Nauk Ekonomicznych.